# Søndre Lands kommun
Søndre Lands kommun (norska: Søndre Land kommune) är en kommun i landskapet Land i Innlandet fylke i sydöstra Norge. Kommunens centralort är tätorten Hov. 

## Administrativ historik
Søndre Lands kommun bildades 1847 genom en delning av Lands kommun. 1868 överfördes ett område med 340 invånare till Nordre Lands kommun. 1900 överfördes ett obebott område till Vardals kommun. 1914 delades kommunen i Søndre Lands och Flubergs kommuner. 1962 slogs Søndre Lands kommun och större delen av Flubergs kommun ihop igen.

## Tätorter
I Søndre Lands kommun finns en tätort:
- Hov (centralort)

## Socknar
Inom Norska kyrkan är Søndre Lands kommun indelad i tre socknar:
- Flubergs socken
- Skute socken
- Søndre Lands socken

Socknarna ingår i Hadeland og Lands prosteri i Hamars stift.